# Roxas City
Roxas City (Filipino: Lungsod ng Roxas; Hiligaynon: Ciudad sang Roxas) ist die Hauptstadt der Provinz Capiz, gelegen am Panay-Fluss und an der Nordspitze der Insel Panay im westlichen Teil der Visayas auf den Philippinen. Die Einwohner sprechen dort Hiligaynon. Roxas City, die auch für ihre Sauberkeit bekannt ist, wird oft als „Seafood Capital“ (Hauptstadt der Meeresfrüchte) der Philippinen bezeichnet.

## Geschichte
Roxas City wurde ursprünglich 1693 als spanische Siedlung von El Puebo de Capis gegründet. Hier ließ sich der spanische Eroberer Miguel Lopez de Legaspi für kurze Zeit nach der erfolgreichen Besatzung der Insel Cebu nieder. Die damalige Hauptstadt der Provinz war nämlich noch die benachbarte Kleinstadt von Panay. Später nannte man die Stadt „El Puerto de Capiz“.
Bis zum 17. Jahrhundert blieb die Stadt relativ dünn besiedelt. 1746 verlegte das spanische Militär sein Hauptquartier in die Stadt, bis die Bevölkerung nach ein paar Jahrzehnten anwuchs. 1760 lebten bereits 17.683 Einwohner in der Stadt. Am 31. Mai 1847 wurde Capis zur alcadia (Hauptstadt) der Provinz erklärt.
Seit dem 12. Mai 1951 ist Roxas City durch den R.A. No. 603 eine unabhängige Stadt und die Provinz-Hauptstadt von Capiz. Benannt wurde die Stadt nach dem ersten Nachkriegspräsidenten der Philippinen, Manuel Roxas.

## Kultur
Hiligaynon ist die häufig gesprochene Sprache, obwohl Tagalog und Englisch weitgehend verstanden wird. Die Bevölkerung setzt sich zumeist aus malaiische Nachfahren und Negritos zusammen, jedoch sind auch chinesischstämmige und spanischstämmige Filipinos präsent.
Jährlich wird am Anfang Dezember das Sinadya sa Halaran Festival zur Ehre der Stadtgründung gefeiert. Der Diwal Harvest, offiziell als Roxas City Seafood Festival bekannt, feiert die Ehre des Provinzen als Landesmittelpunkt für den Fisch- und Meeresfrüchtefang. Das angesehene Aswang Festival symbolisiert und feiert das kulturelle Erbe der Provinz an Sagen und Mythen.
Besondere Sehenswürdigkeiten sind die Panay Bridge (1910), das Panubli-on Museum, der Fischereihafen Libas Fishing Port und der Fischmarkt von Banica, das Capiz Bay Resort, die Lapu-Lapu Farm, die Moro-Wachtürme (1814) und die Strände von Baybay und Culasi.

## Wirtschaft
Haupterzeugnisse der Stadt sind Kokosnüsse, Obst, Zuckerrohr, Tabak und Reis. Die Stadt gilt auch als Landesmittelpunkt für die Massenproduktion von Fisch und weitere Meeresfrüchte. Die Hafenanlage der Stadt wird hauptsächlich für den lokalen Transport und Handel verwendet. Roxas City besitzt etliche Handelszentren und eine nennenswerte Anzahl von Hotels und Resorts.
Die Stadt hat acht Fachhochschulen und eine Staatsuniversität.

## Verwaltungsgliederung
Roxas City wird politisch in 47 Baranggays unterteilt.
| - Adlawan - Bago - Balijuagan - Banica - Poblacion I (Barangay 1) - Poblacion X (Barangay X) - Poblacion XI (Barangay XI) - Poblacion II (Barangay II) - Poblacion III (Barangay III) - Poblacion IV (Barangay IV) - Poblacion V (Barangay V) - Poblacion VI (Barangay VI) - Poblacion VII (Barangay VII) - Poblacion VIII (Barangay VIII) - Poblacion IX (Barangay IX) - Barra | - Bato - Baybay - Bolo - Cabugao - Cagay - Cogon - Culajao - Culasi - Dumolog - Dayao - Dinginan - Gabu-an - Inzo Arnaldo Village (Cadima) - Jumaguicjic - Lanot - Lawa-an | - Liong - Libas - Loctugan - Lonoy - Milibili - Mongpong - Olotayan - Punta Cogon - Punta Tabuc - San Jose - Sibaguan - Talon - Tanque - Tanza - Tiza |

Anmerkung: Población (spanisch für Population) bezeichnet auf den Philippinen mehrere im Zentrum einer Stadtgemeinde liegende Barangays.

## Söhne und Töchter
- Victor Bendico (* 1960), katholischer Geistlicher, Erzbischof von Capiz
- Emil Mijares (1935–2007), Jazz- und Unterhaltungsmusiker